# André Tunc
 (février 2024).
Pour les articles homonymes, voir Tunc.
André Tunc, né à Meaux le 3 mai 1917 et mort à Paris 15e le 10 septembre 1999, est un juriste français, spécialiste du droit de la responsabilité civile et des sociétés, mais aussi du système politique des États-Unis et du droit des pays de common law. 

## Biographie
Officier dans un bataillon de chasseurs alpins pendant la guerre, André Tunc, soutient, en 1941 une thèse de doctorat en droit  sur le contrat de garde.   
Agrégé de droit en 1943 à 26 ans, il est nommé professeur à la Faculté de droit de Grenoble sur une chaire de droit civil.  
De 1947 à 1950, il est nommé en détachement à Washington comme conseiller juridique au Fonds monétaire international. 
En 1957, il soutient, dans un article intitulé « Sortir du néolithique », des positions progressistes en matière de recherche et d'enseignement dans les Facultés de droit. 
De 1957 à 1958, il travaille à la Commission économique pour l'Europe à Genève. 
De 1951 à 1964, ilsiège, à La Haye, à la Conférence diplomatique chargée d'élaborer le projet de loi uniforme sur la vente internationale d'objets mobiliers corporels (LUVI). 
En 1958, il est nommé à la Faculté de Droit de Paris, puis rejoint l'Université de Paris I Sorbonne lors de sa mise en place en 1971. 
Il exerce diverses responsabilités au Centre français de droit comparé (rue Saint-Guillaume), qu'il représente au comité international de droit comparé à partir de 1982.
Inspiré par René David, il s'intéresse aux problèmes de l'élaboration du droit dans les pays nouveaux ou en voie de développement et conduit des missions en Afrique du Nord (Tunisie), en Afrique Noire, en Amérique latine, en Asie (Japon) et en Océanie. 
Il crée le diplôme d'études approfondies (DEA) de droits anglais et nord-américain des affaires, en liaison avec le King's College de l'Université de Londres, sous la forme d'une double formation en droits français et anglais.
Ses travaux sur la Securities and Exchange Commission aux États-Unis inspirent la création de la Commission des Opérations de Bourse en France en 1967. Il est à l'origine de la loi du 5 juillet 1985 qui organise une meilleure indemnisation des victimes d'accidents de la circulation.
En droit civil comme en droit commercial ou constitutionnel, en droit interne comme en droit étranger ou comparé, en langue française comme en anglais, il  vulgarise auprès des juristes français le mouvement de réforme du droit des sociétés qui touche les États-Unis et la Grande-Bretagne sous le nom de Corporate Governance.
Il est membre de diverses sociétés savantes : association internationale des sciences juridiques, Société de législation comparée et de la Société royale néerlandaise des arts et des sciences.
L'Institut de recherche juridique de la Sorbonne (IRJS) est créé en 2001 sous la dénomination initiale d'Institut TUNC.

### Vie personnelle
Il est l'époux de la théologienne et juriste Suzanne Fortin, avec qui il a écrit Le Droit des États-Unis.

## Principales publications
- André et Suzanne Tunc, Le Système constitutionnel des États-Unis d'Amérique, 2 volumes :  I. Histoire constitutionnelle II. Le Système constitutionnel actuel, Domat-Montchrestien, 1954.
- Le droit des États-Unis, PUF (Que sais-je ?), 1989, 127 p..
- Cinquième édition du « Traité théorique et pratique de la responsabilité civile délictuelle et contractuelle » d'Henri et Léon Mazeaud, parue entre 1957 et 1965.
- (Sous sa direction d'André Tunc) volume XI, consacré à la responsabilité civile (Torts), de l'International Encyclopedia of Comparative Law (1986)[9].
- Dans un monde qui souffre, 1962, 168 p. (ISBN 9782402553100).
- Jalons, dits et écrits d'André Tunc (Mélanges), Société de législation comparée, 1991, 447 p. (ISBN 978-2-908199-02-4).